# Juke joint

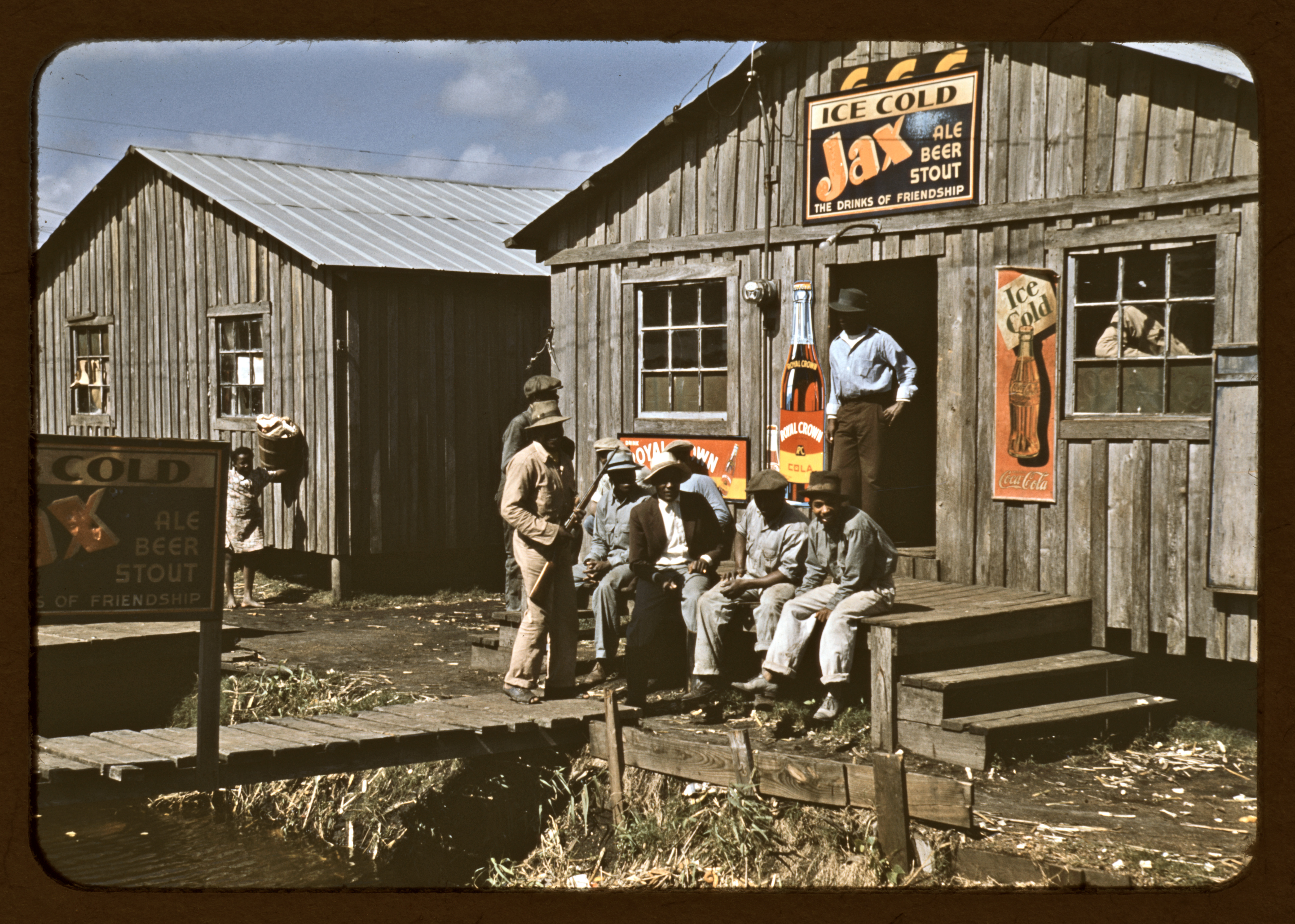
Exterior d'un juke joint o bar de música a Belle Glade, Florida, fotografiat per Marion Post Wolcott el 1941

Un juke joint (també jukejoint, jook house, jook o juke) és el terme vernacular afroamericà per a un establiment informal que ofereix música, ball, jocs d'apostes i begudes, principalment gestionat per afroamericans al sud-est dels Estats Units. Un juke joint també es pot anomenar barrelhouse. Els juke joints van ser els primers àmbits culturals seculars que van sorgir entre les persones negres alliberades afroamericanes.
Els juke joints típics es trobaven a les cruïlles rurals, o instal·lats als afores de la ciutat, sovint en edificis abandonats i destartalats o cases particulars. S'adreçaven a la força laboral predominantment rural que va començar a sorgir després de l'emancipació. Els treballadors de les plantacions i els parcers necessitaven un lloc per relaxar-se i socialitzar després d'una setmana dura, sobretot perquè les lleis Jim Crow els prohibien l'entrada a la majoria d'establiments per a blancs. Els propietaris guanyaven diners extres venent queviures o licor il·legal als clients, o proporcionant allotjament i manutenció barats. També van desenvolupar una reputació per altres vicis, inclosos el consum de drogues i la prostitució.

## Etimologia
Es creu que el terme juke prové de la paraula joog o jug, que en l'idioma gullah, una llengua criolla parlada pels Gullahs afroamericans, significa sorollós o desordenat, que al seu torn deriva de la paraula wòlof dzug, que significa comportar-se malament.

## Història

Ballant en un juke joint als afores de Clarksdale, Mississipí, el 1939

Els orígens dels juke joints poden ser les sales comunitàries que es construïen ocasionalment a les plantacions per proporcionar un lloc on la gent negra pogués socialitzar durant l'esclavitud. Aquesta pràctica es va estendre als camps de treball com ara serradores, camps de trementina i empreses fusteres a principis del segle xx, que van construir els llocs anomenats barrelhouse perquè s'hi servia whisky des del barril, i altres garites que es feien servir per beure i jugar.
Tot i que no eren gaire habituals en zones poblades, sovint es considerava que aquests llocs eren necessaris per atraure treballadors a zones poc poblades i sense bars ni altres punts de trobada social. A més, aquests clubs propietat de l'empresa permetien als directius vigilar els seus subordinats. També garantia que el sou dels empleats es quedés a l'empresa. Construïts de manera senzilla, a l'estil de les shotgun houses dels peons de camp, aquests poden haver estat els primers bars específics per a la música.
Durant l'època de la Prohibició, es va fer habitual veure bars independents i sòrdids als creuaments de carretera i a les parades de ferrocarril. Aquests gairebé mai es van anomenar juke joints, sinó que es coneixien amb noms com ara "Lone Star" o "Colored Cafe". Sovint només obrien els caps de setmana.
Els juke joints es poden considerar els primers espais privats per a negres. Paul Oliver escriu que els juke joints eren "l'últim refugi, el bastió final per als negres que volien allunyar-se dels blancs i de les pressions del dia". Els juke joints es feien primer a les plantacions, mentre que els juke joints com es coneixen típicament es trobaven, per exemple, a les cruïlles rurals i van començar a sorgir després de la Proclamació d'Emancipació de 1862-63.
A principis del segle xx, el violí popular era l'instrument més comú per als músics del sud, tant blancs com negres. La música basada en el violí que es tocava per als esclaus als seus balls va formar la base de gran part del que ara s'anomena música country "antiga" o hillbilly. Aquests balls sovint es coneixien en aquell moment com a jigs i reels. Elijah Wald assenyala que hi havia "termes que s'utilitzaven habitualment per a qualsevol ball, ja fos irlandès o africà, que semblava salvatge a la gent respectable”. El banjo era popular abans que la guitarra fos un instrument àmpliament disponible a la dècada de 1890.
La música juke joint va començar amb el blues, després els rags de la gent negra, com el ragtime i el folk rag, que són un terme genèric per a la música afroamericana més antiga, i després la música de ball boogie woogie de finals de la dècada de 1880 o 1890. Aquesta, al seu torn, va influir en el blues, el barrel house i la música slow drag dance del sud rural, que es van traslladar al circuit de festes negres de pagament de Chicago durant la Gran Migració, i que s'ha descrit sovint com una "música secular per als bons moments, sorollosa i obscena". Les formes de dansa van evolucionar des de balls en grup fins a balls individuals i en parella. Algunes persones negres es van oposar a l'amoralitat de la sorollosa "colla dels juke".
Fins a l'aparició de la Victrola i les juke boxes, calia com a mínim un músic per proporcionar música per ballar, però sovint fins a tres músics tocaven als juke joints. En ciutats més grans com Nova Orleans, es contractaven directament trios o quartets de corda.

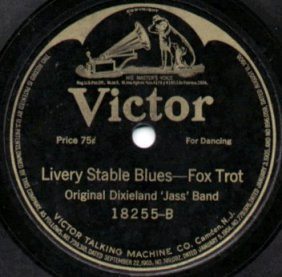
Etiqueta del disc de gramòfon de 78 rpm de "Livery Stable Blues – Fox Trot" (1917)

Els músics durant l'era dels juke joint eren estilísticament força versàtils, amb molta coincidència entre gèneres. Mance Lipscomb, guitarrista i cantant texà, va descriure l'estil de l'època: "Pel que fa al que s'anomenava blues, això no va arribar fins al voltant de 1917... El que teníem en els meus primers dies era música per ballar, i era de tota mena."
Paul Oliver, que va escriure el 1970 sobre una visita a un bar ala afores de Clarksdale on era l'únic home blanc present, descriu els bars de l'època com a "barraques poc atractives, decrèpites i en ruïnes" que sovint eren tan petites que només unes poques parelles podien ballar-hi el Hully Gully, una mena de line dance. El pati exterior estava ple de brossa. Els interiors eren "polsegosos" i "sòrdids" amb les parets "tacades fins a l'alçada de les espatlles".
El 1934, l'antropòloga Zora Neale Hurston va fer el primer intent formal de descriure el juke joint i el seu paper cultural, escrivint que "els jooks dels negres... són els equivalents rurals primitius dels clubs nocturns de lleure, on els treballadors de la trementina es relaxen al vespre a les profunditats dels boscos de pins". Els jukes figuren de manera destacada en els seus estudis sobre el folklore afroamericà.
Figures primerenques del blues, com ara Robert Johnson, Son House, Charley Patton i molts altres, van fer els circuits dels juke joints, guanyant-se la vida amb propines i àpats gratuïts. Mentre els músics tocaven, els espectadors gaudien de danses amb llarga tradició en algunes parts de la comunitat afroamericana, com ara el slow drag.
Molts dels juke joints antics i històrics han tancat a les darreres dècades per diverses raons socioeconòmiques. Po' Monkey's, un dels darrers establiments rurals que queden al delta del Mississipí, va tancar el 2016 després de la mort del seu propietari. Va començar com una barraca de parcer reformada, que probablement es va construir originalment a la dècada del 1920 aproximadament. Po' Monkey's oferia música blues en directe i una "Nit Familiar" els dijous. Dirigit per Willie "Po' Monkey" Seaberry fins a la seva mort el 2016, el popular bar havia aparegut en articles nacionals i internacionals sobre el Delta. El Blue Front Cafe és un altre juke joint antic i històric fet de blocs de morter a Bentonia, Mississipí, que va tenir un paper important en el desenvolupament del blues a Mississipí. Encara estava en funcionament el 2006. El Smitty's Red Top Lounge de Clarksdale, Mississipí, també continua funcionant segons les darreres informacions.
Els juke joints encara són una part important de la cultura afroamericana en llocs del sud profund com el delta del Mississipí, on el blues encara és el pilar, tot i que ara és més freqüent que la música s'hi faç per discjòqueis o enjukeboxes que per les bandes en directe.

## Juke jointurbà
Peter Gurannick descriu molts juke joints a Chicago com a bars de cantonada coneguts per l'adreça i no tenen nom. Els músics i cantants actuen sense previ avís i sense micròfons, i acaben amb pocs o cap aplaudiment. Guralnick parla d'una visita a un bar en concret, Florence's, el 1977. En marcat contrast amb els carrers de fora, el Florence's és fosc i ple de fum, amb la música més com un acompanyament dels "diversos assumptes” que s'hi fan que no pas el centre d'atenció dels clients. El "bon humor de tots aquells cossos amuntegats, els crits i les rialles" crida la seva atenció. Descriu les mesures de seguretat i el timbre de la porta, ja que hi va haver un tiroteig fa uns anys. Aquell dia en particular, Magic Slim actuava amb la seva banda, els Teardrops, en un escenari apenes prou gran per enquibir-hi tota la banda.
Katrina Hazzard-Gordon escriu que "el honky-tonk va ser la primera manifestació urbana del jook, i el nom en si més tard es va convertir en sinònim d'un estil musical. Relacionat amb el blues clàssic en estructura tonal, el honky-tonk té un tempo lleugerament accelerat. Rítmicament és adequat per a molts balls afroamericans...", però no cita cap referència.

## Llegat
L'encant dels juke joints ha inspirat molts establiments comercials a gran escala, com ara la cadena House of Blues i el Ground Zero a Clarksdale, Mississipí. Els juke joints tradicionals, però, estan sota certa pressió per part d'altres formes d'entreteniment, inclosos els casinos.
Els Jukes han estat celebrats en fotos i pel·lícules. Les imatges de Marion Post Wolcott dels edificis en ruïnes i la vida vibrant que contenien es troben entre les imatges documentals més famoses de l'època. Els juke joints apareixen de manera destacada a les pel·lícules The Color Purple, The Great Debaters i Sinners.